# Cardiapoda richardi
Cardiapoda richardi is een slakkensoort uit de familie van de Carinariidae. De wetenschappelijke naam van de soort is voor het eerst geldig gepubliceerd in 1903 door Vayssiere.